# 徳島県道24号羽ノ浦福井線
徳島県道24号羽ノ浦福井線（とくしまけんどう24ごう はのうらふくいせん）は、徳島県阿南市を通る県道（主要地方道）である。

## 概要

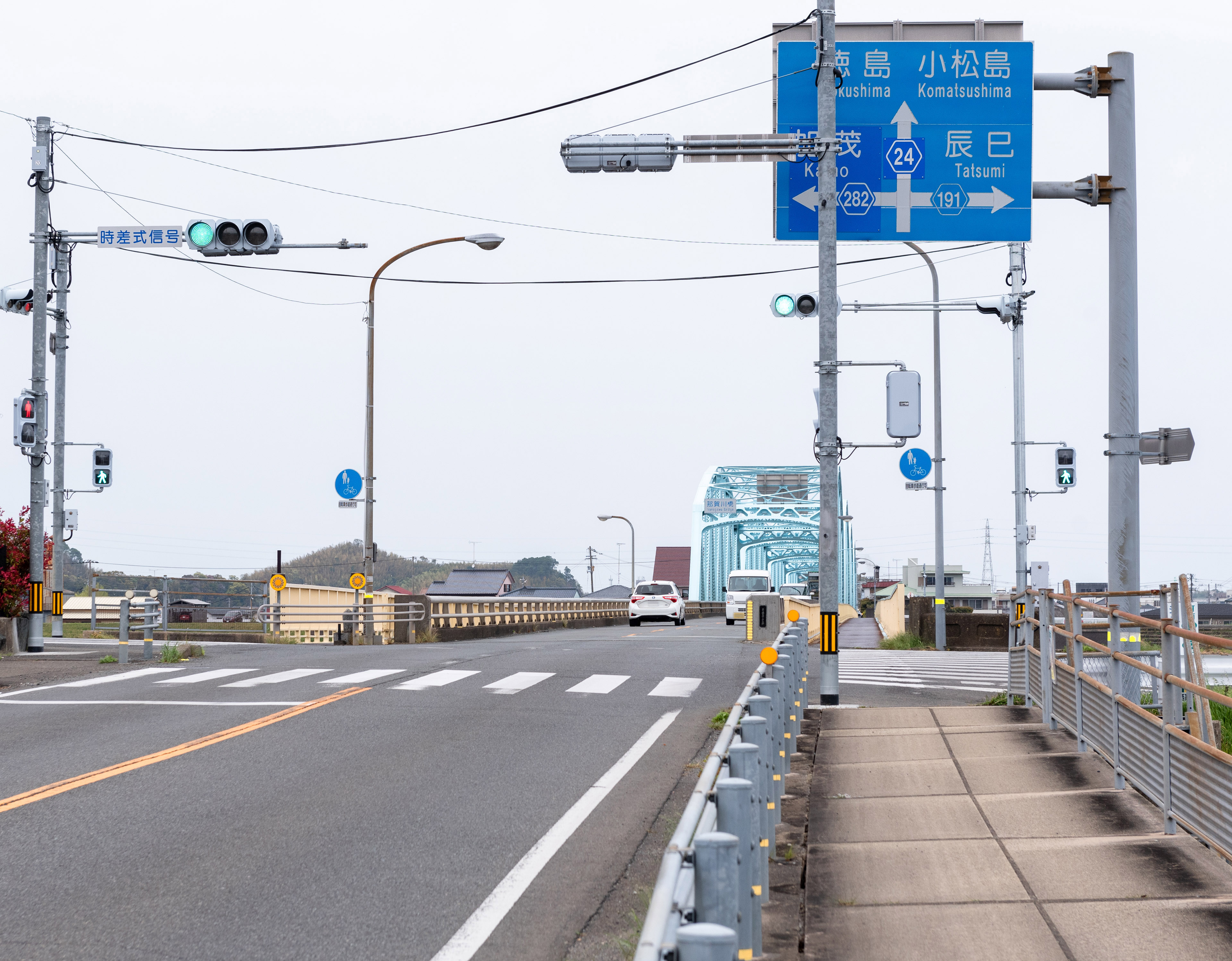
橋の北詰が起点 那賀川橋
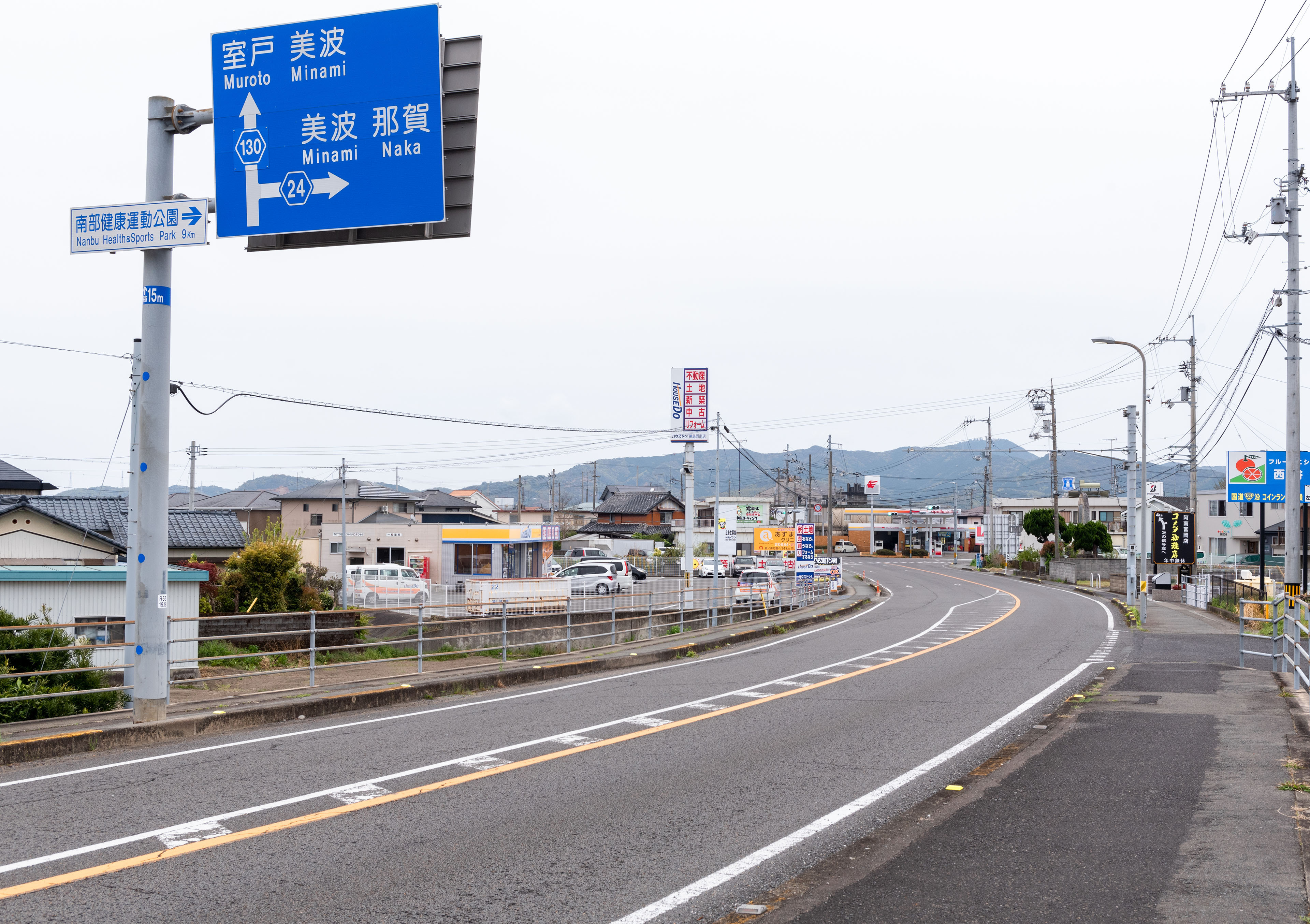
上中町南島
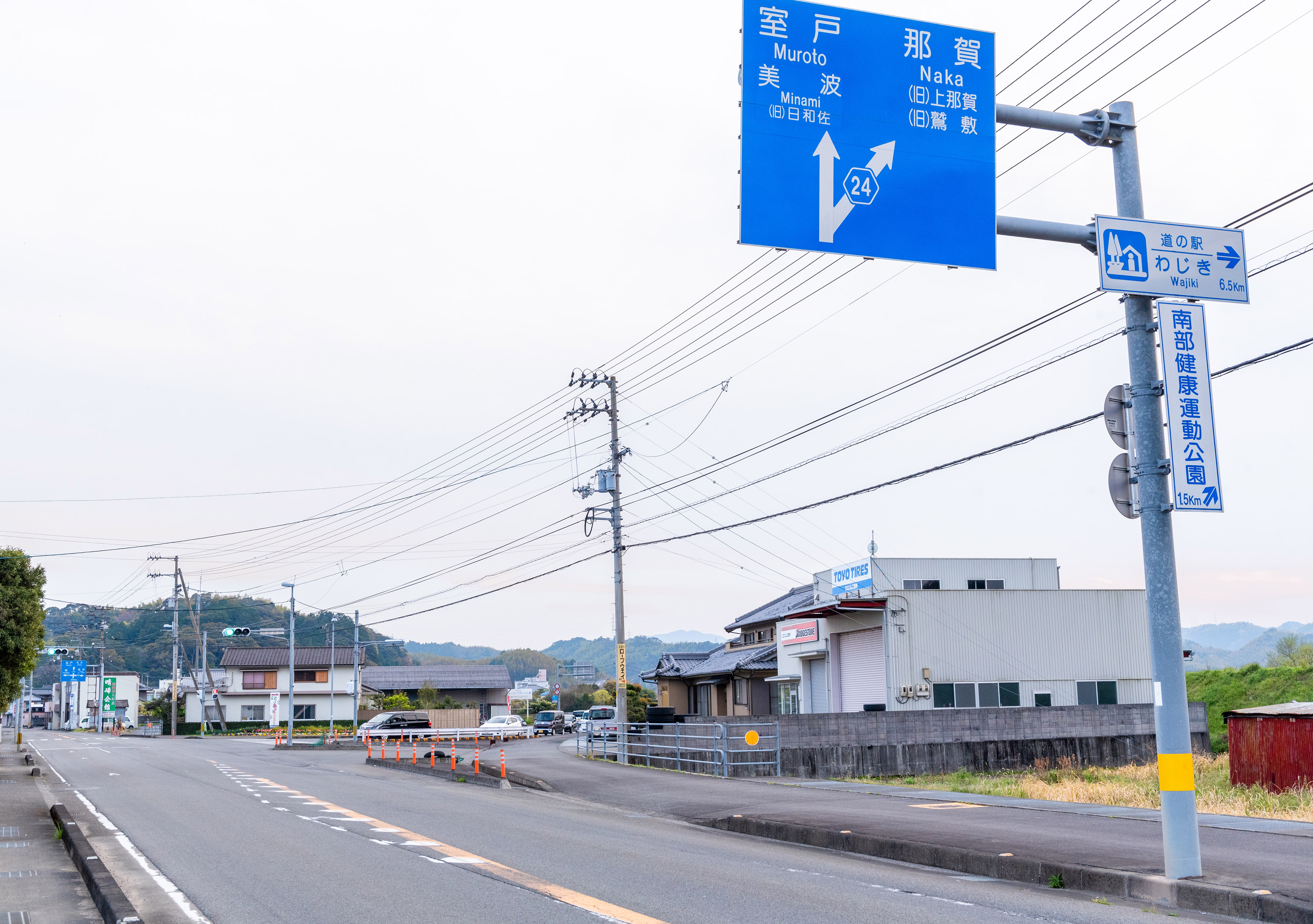
桑野バイパス北端 桑野町
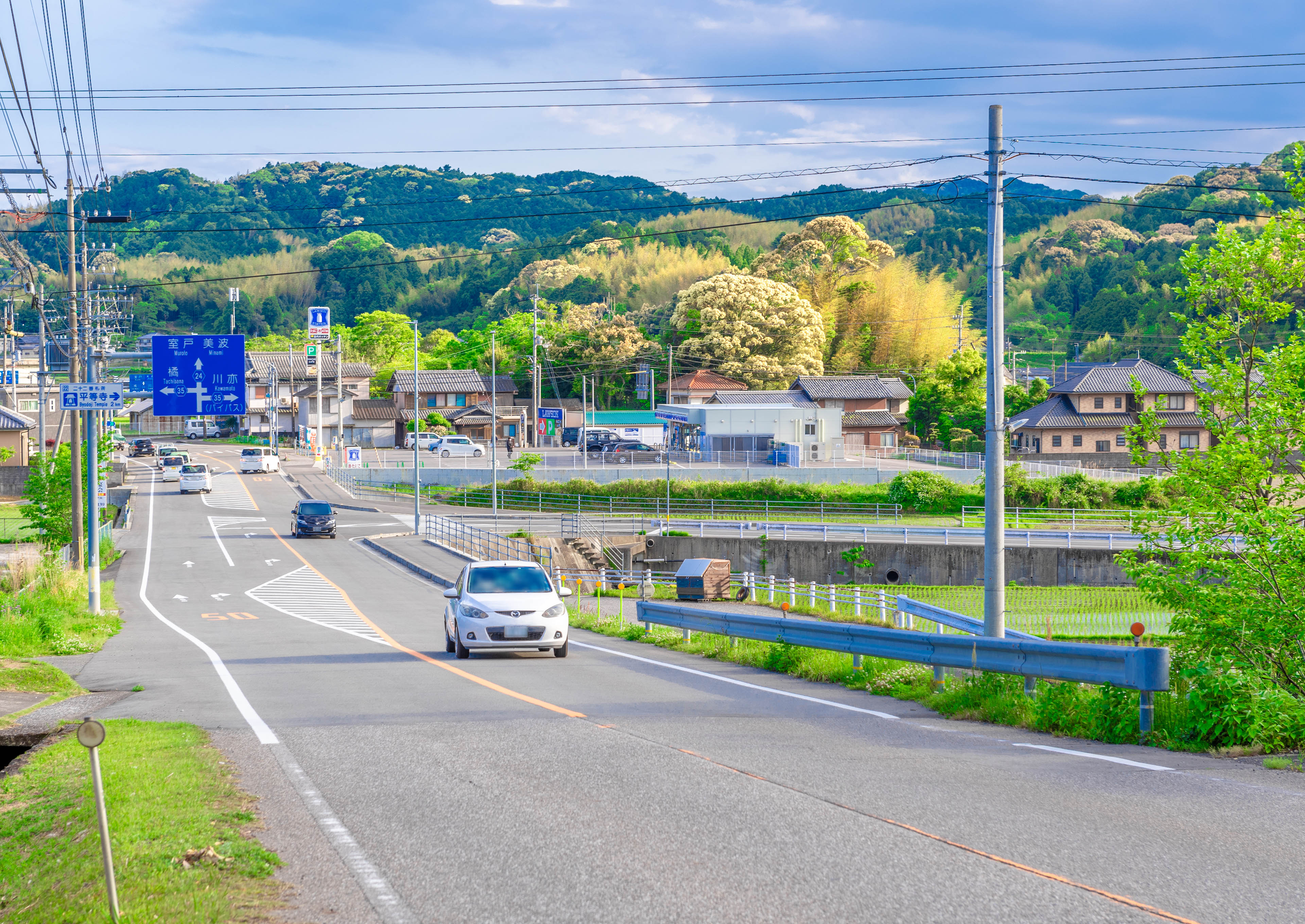
新野町廿歩
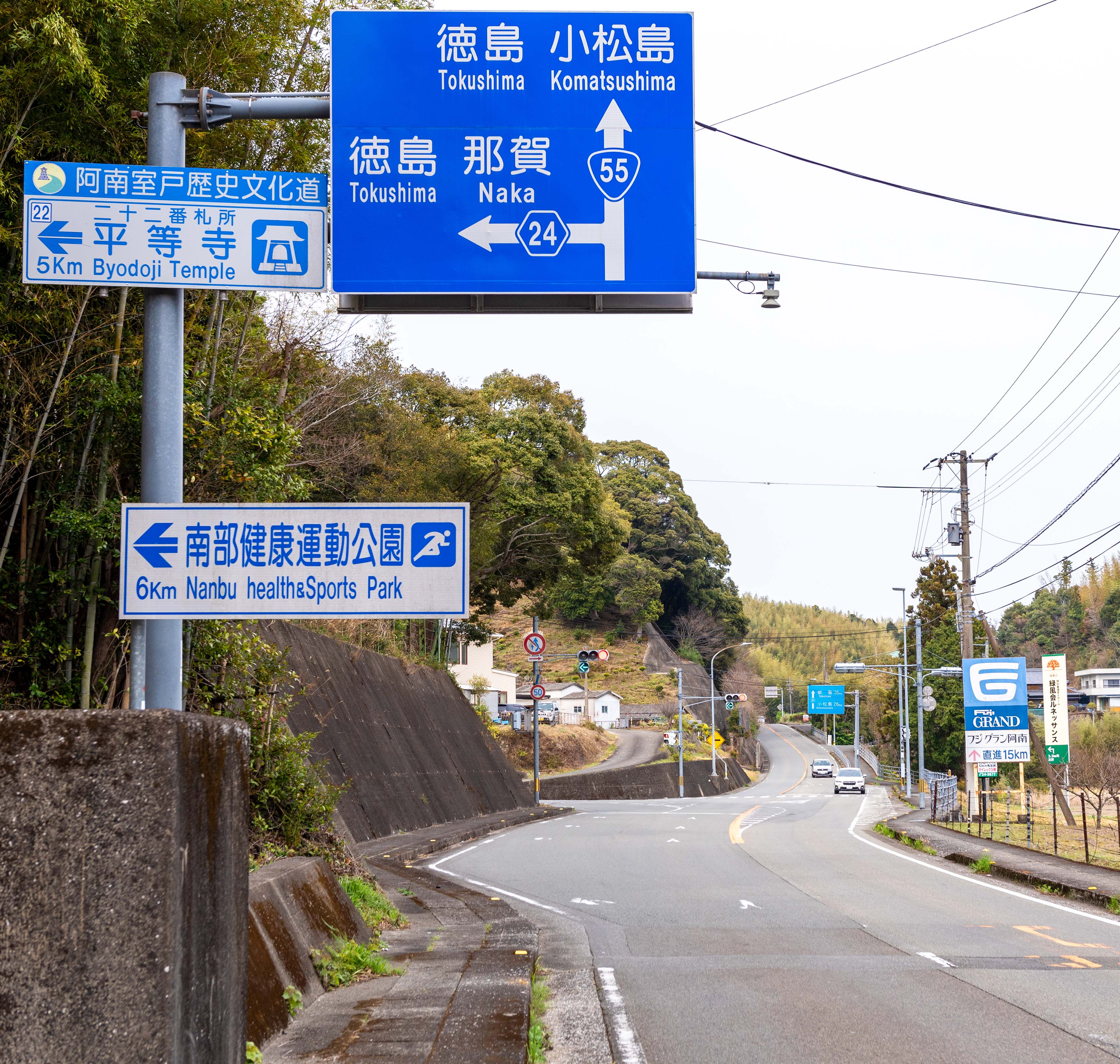
終点は国道55号線に接続 福井町

徳島県阿南市の羽ノ浦町古庄と福井町を結ぶ。那賀川橋北詰交差点で起点かつ徳島県道130号大林津乃峰線に接続し、上中町南島から南下し、長生町、桑野町、新野町を経由し、福井町で国道55号に至る。全区間で2車線が確保されている。
旧土佐東街道は大部分が国道55号に並行しているが、阿南市付近では当路線が旧土佐東街道に並行しており国道55号は海沿いを走っている。また、旧国道55号である徳島県道130号大林津乃峰線と合わせて国道55号を短絡するルートとして利用されることがある。

### 路線データ
- 延長：13.762 km（平成22年徳島県道路現況調書）
- 起点：阿南市羽ノ浦町古庄
- 終点：阿南市福井町

## 歴史
- 1959年1月31日 現在の区間に徳島県道159号南島福井線が認定。[要出典]
- 1972年3月10日 徳島県道の再編により徳島県道279号南島福井線として再認定。[要出典]
- 1976年10月5日 279号のうち長生町・福井町間が徳島県道27号阿南那賀川線として認定。残りの区間は徳島県道128号阿南羽ノ浦線となる。[要出典]
- 1993年（平成5年）5月11日 - 建設省から、県道阿南郡賀川線の一部・県道阿南羽ノ浦線の一部が羽ノ浦福井線として主要地方道に指定される[2]。
- 1994年4月1日 阿南那賀川線、阿南羽ノ浦線それぞれのうち旧279号の区間が徳島県道24号羽ノ浦福井線として指定。[要出典]
- 2015年4月1日 国道55号の県道130号への変更により起点側の重複関係が逆転、当路線が上位重複となる。

## 路線状況

### バイパス
- 桑野バイパス

### 重複区間
- 徳島県道130号大林津乃峰線（阿南市羽ノ浦町古庄 - 阿南市上中町南島）
- 徳島県道128号阿南羽ノ浦線（阿南市羽ノ浦町古庄 - 阿南市長生町）

## 地理

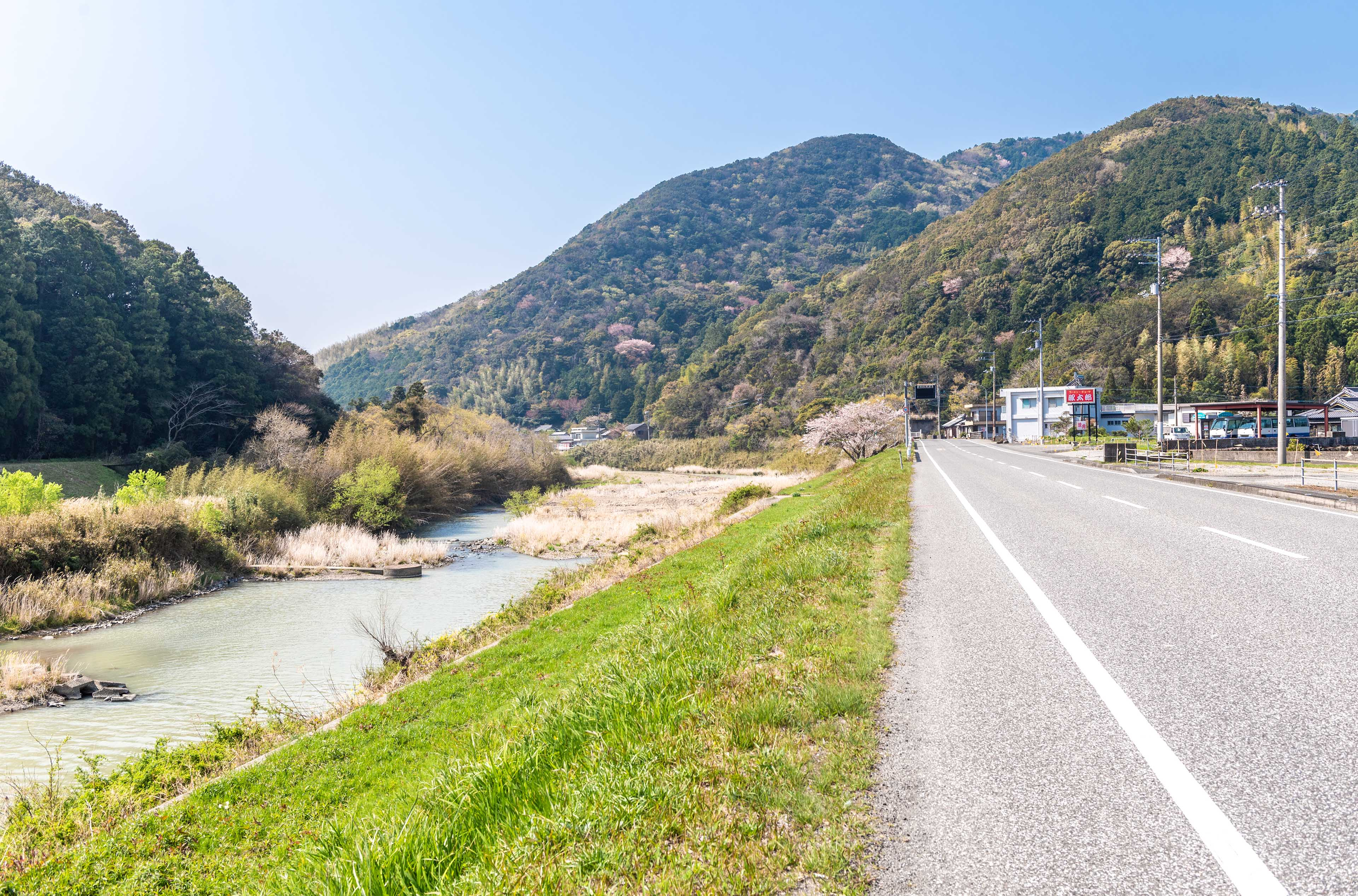
長生ＩＣ建設地

### 通過する自治体
- 阿南市

### 交差する道路
- 徳島県道128号阿南羽ノ浦線・徳島県道130号大林津乃峰線（阿南市羽ノ浦町古庄、起点）
- 徳島県道191号富岡港南島線・徳島県道282号大井南島線（阿南市上中町南島）
- 徳島県道130号大林津乃峰線（阿南市上中町南島）
- 徳島県道22号阿南勝浦線（阿南市上中町岡）
- 徳島県道27号阿南那賀川線（阿南市長生町本庄市）
- 桑野道路 長生IC予定
- 国道195号（阿南市桑野町）
- 徳島県道35号阿南相生線（阿南市新野町廿枝）
- 福井道路 新野IC予定
- 国道55号（阿南市福井町西の前、終点）

### 沿線にある施設など
- 石門公園
- 桑野川
- 明谷梅林
- JR牟岐線（阿波室戸シーサイドライン） 桑野駅
- 徳島県立南部テクノスクール
- JR牟岐線（阿波室戸シーサイドライン） 新野駅

## ギャラリー

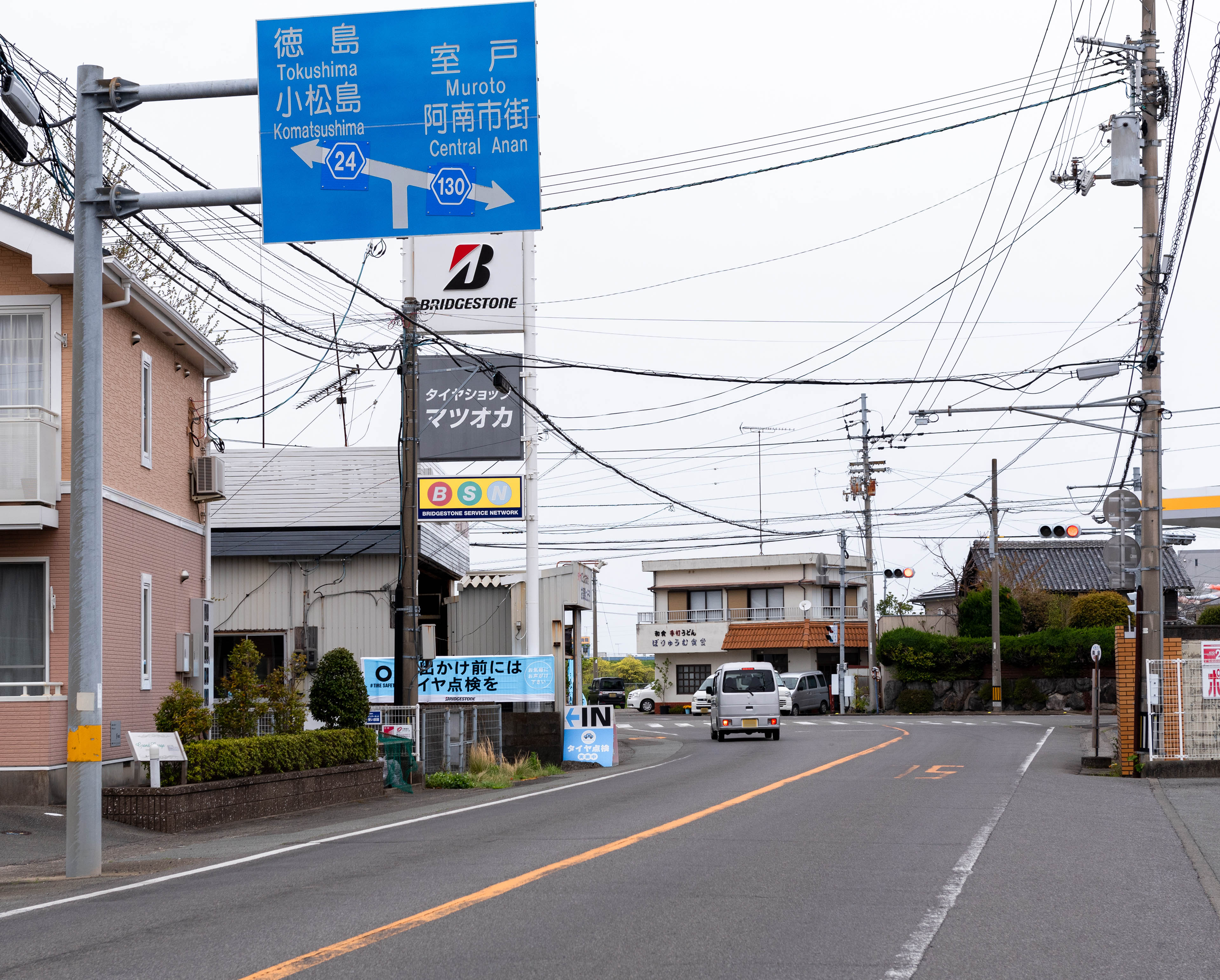
上中町南島
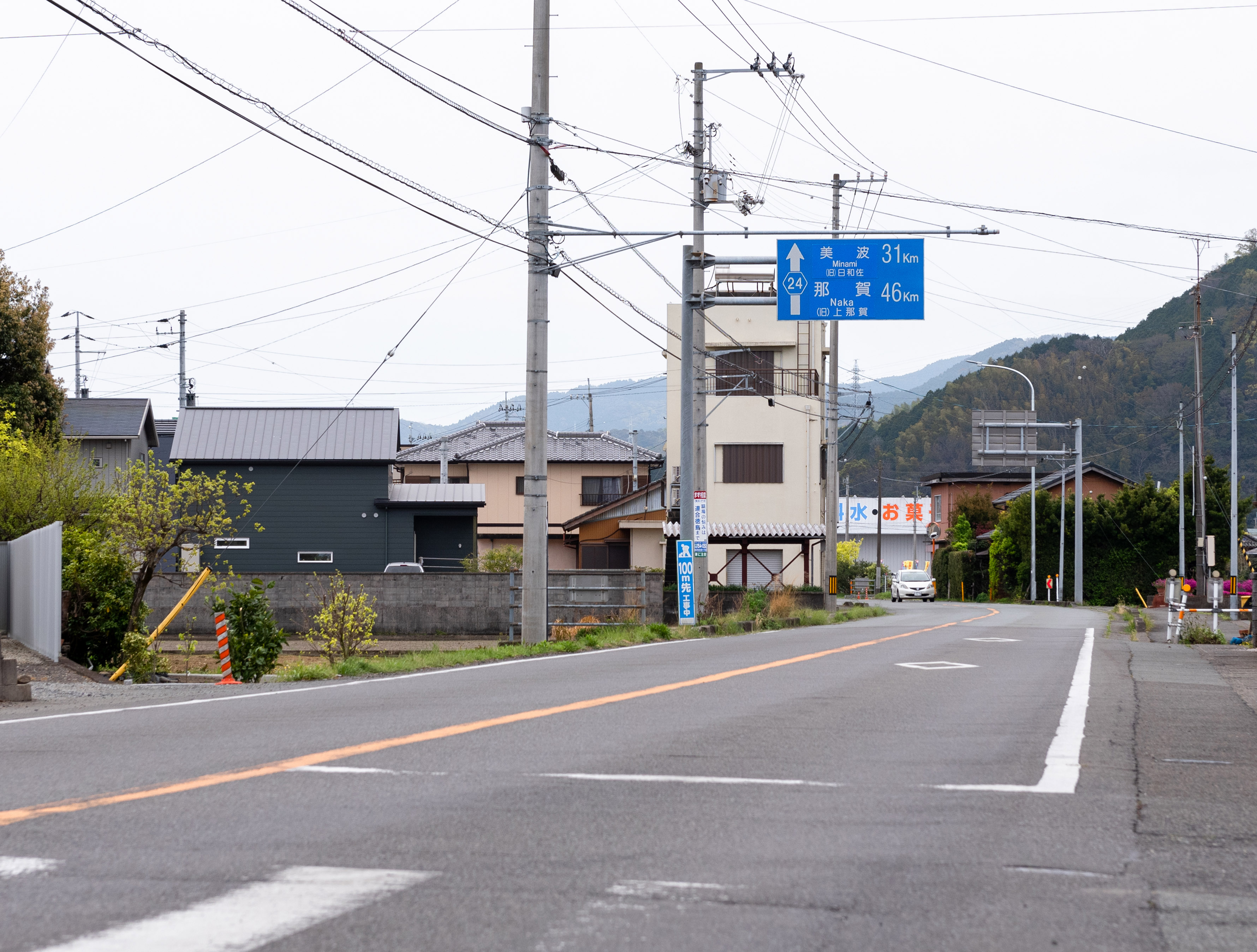
上中町南島
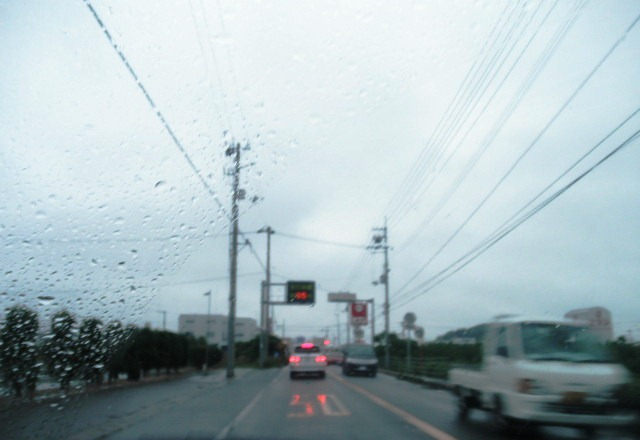
長生町西方
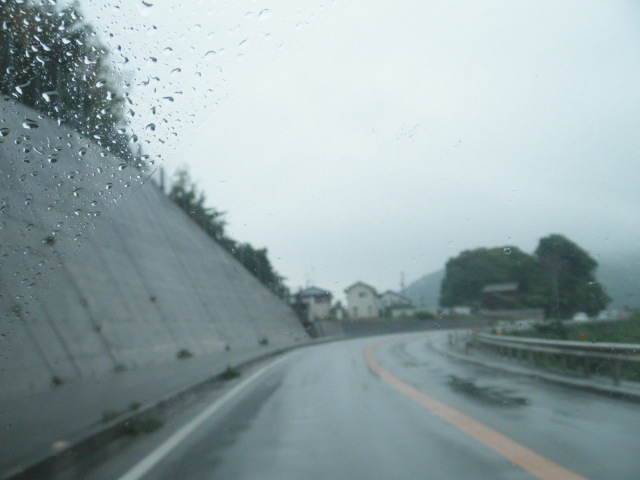
長生町諏訪ノ端
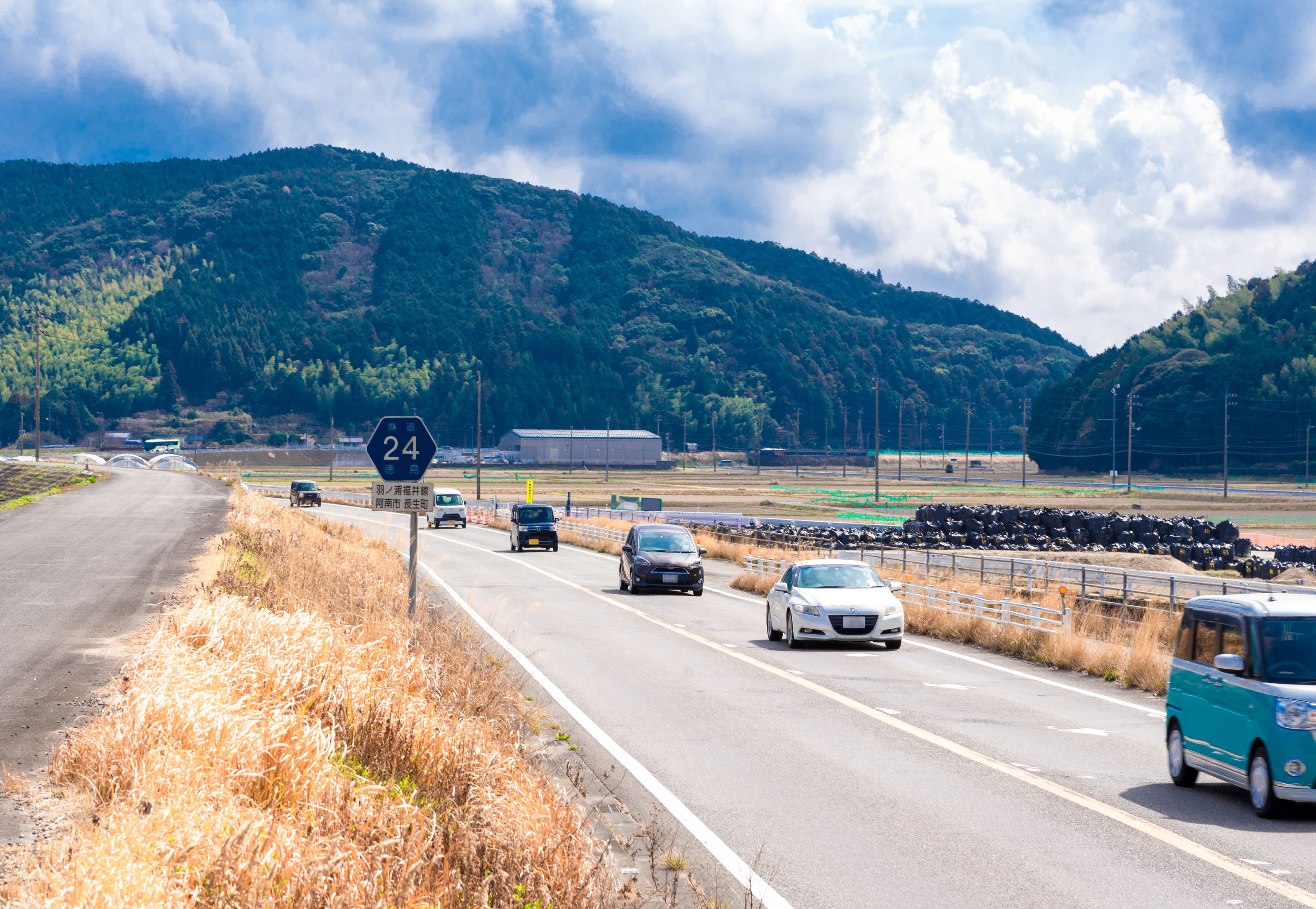
長生町租ヶ谷
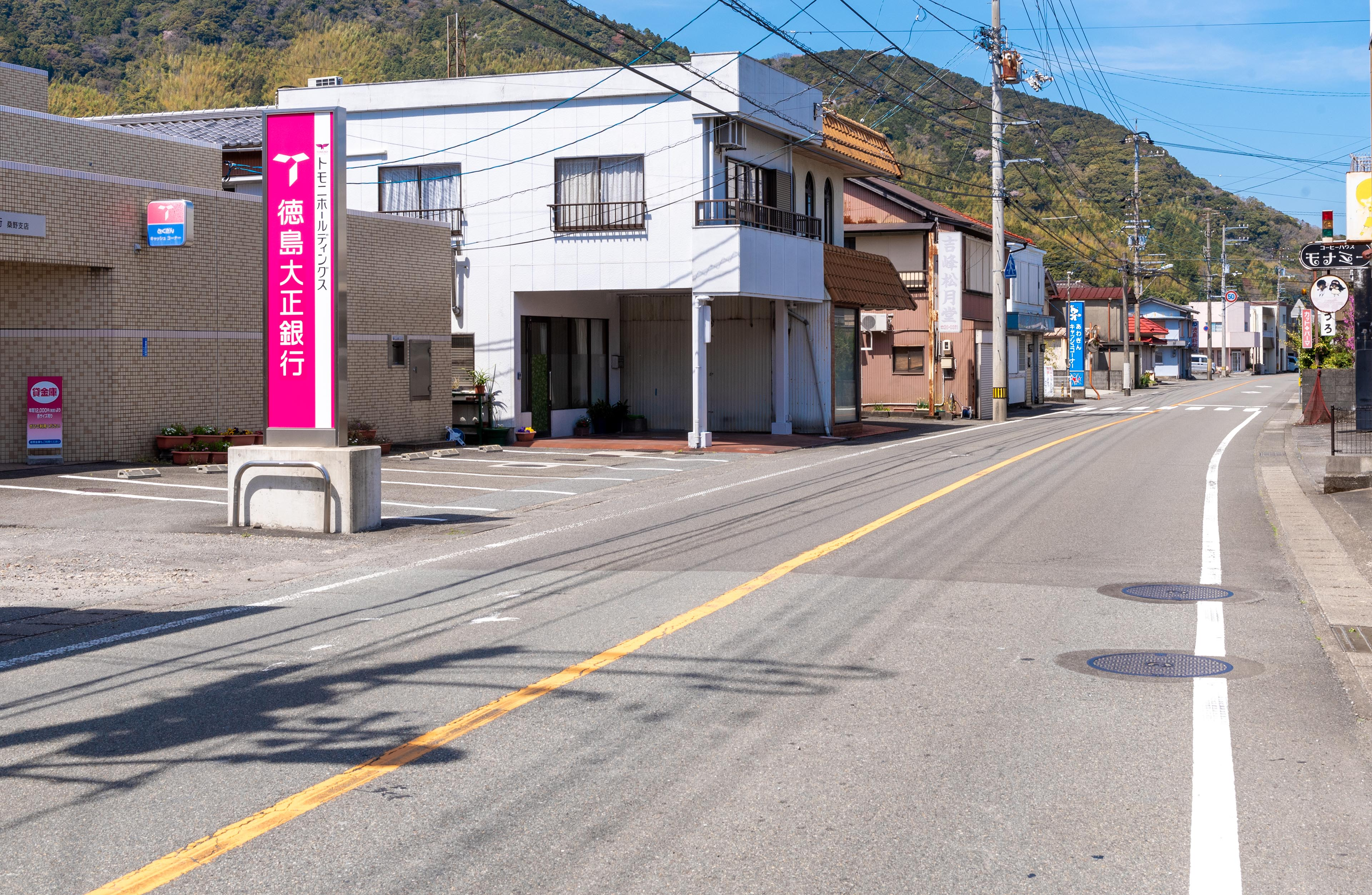
桑野町中野
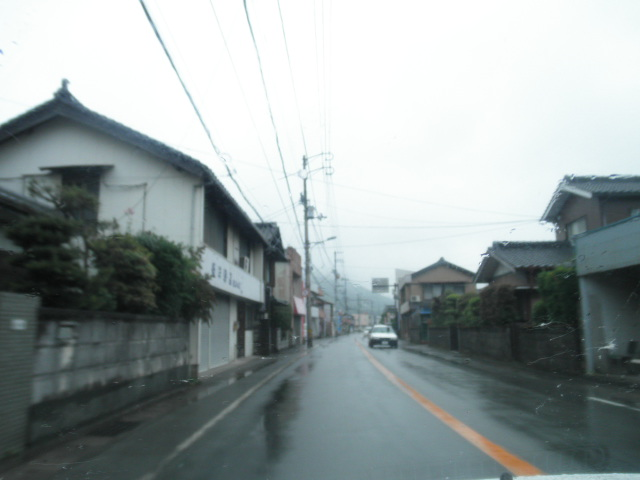
桑野町中野
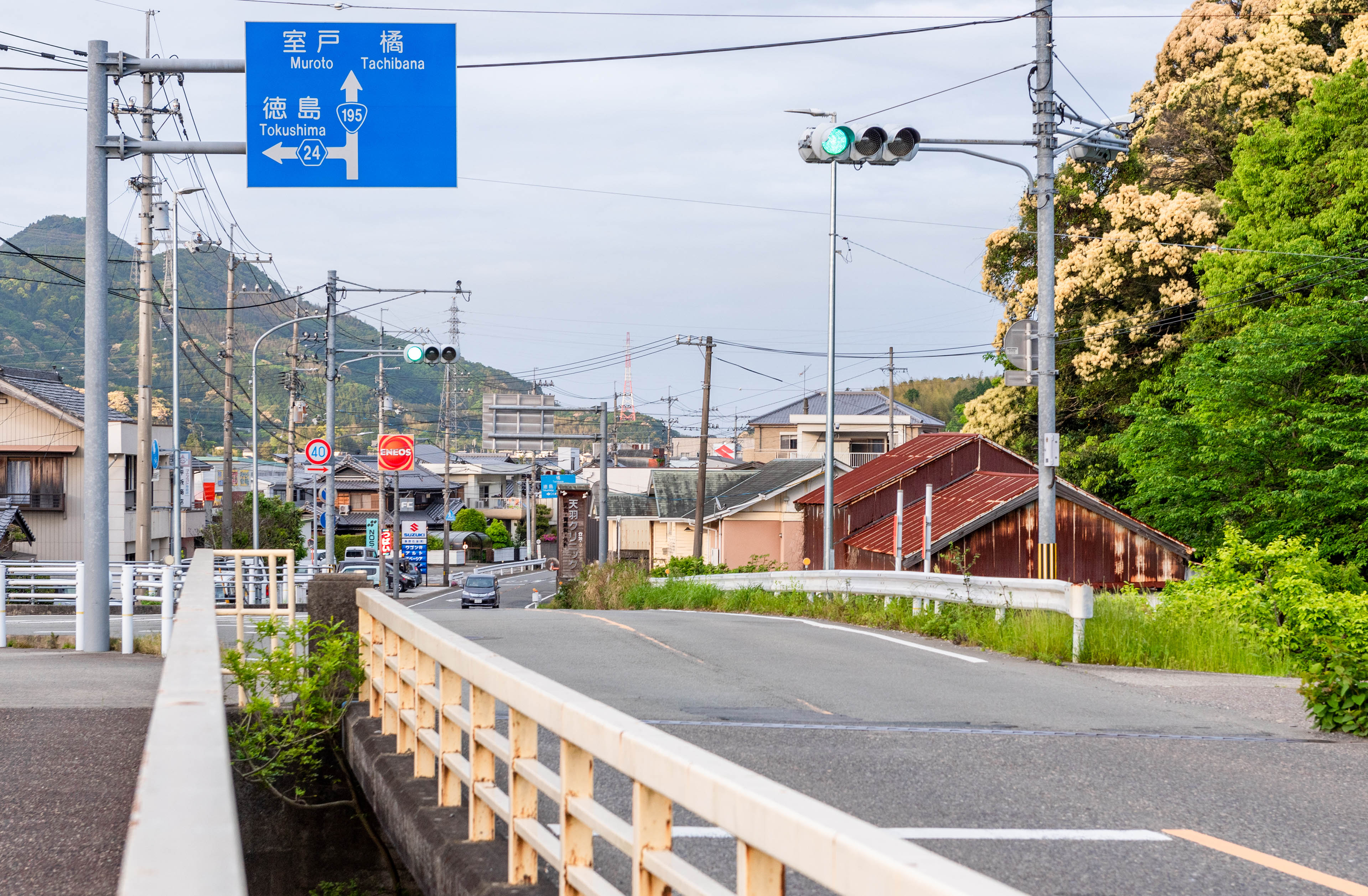
桑野町中野（国道195号那賀町側から）
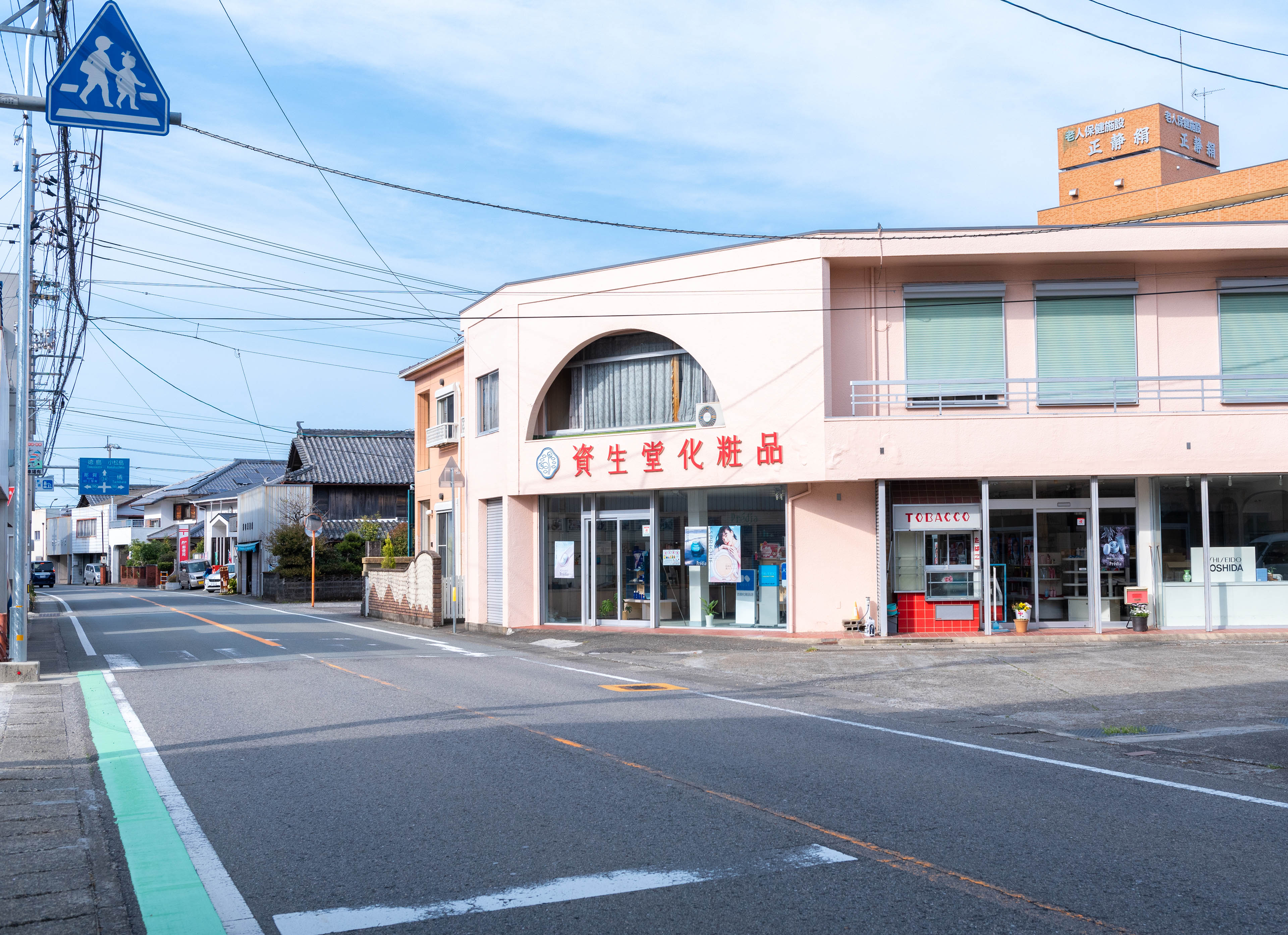
桑野駅前
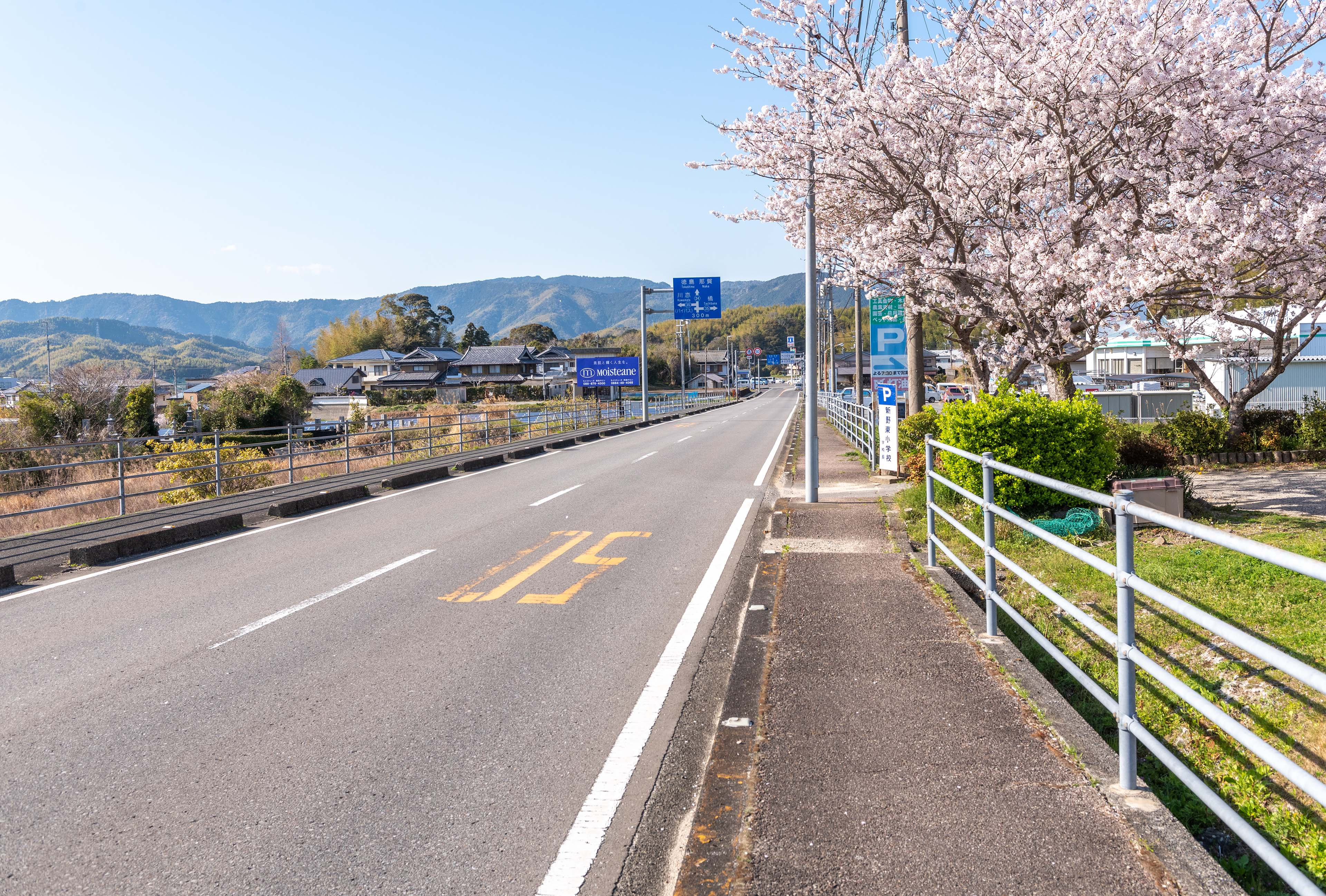
新野町是国
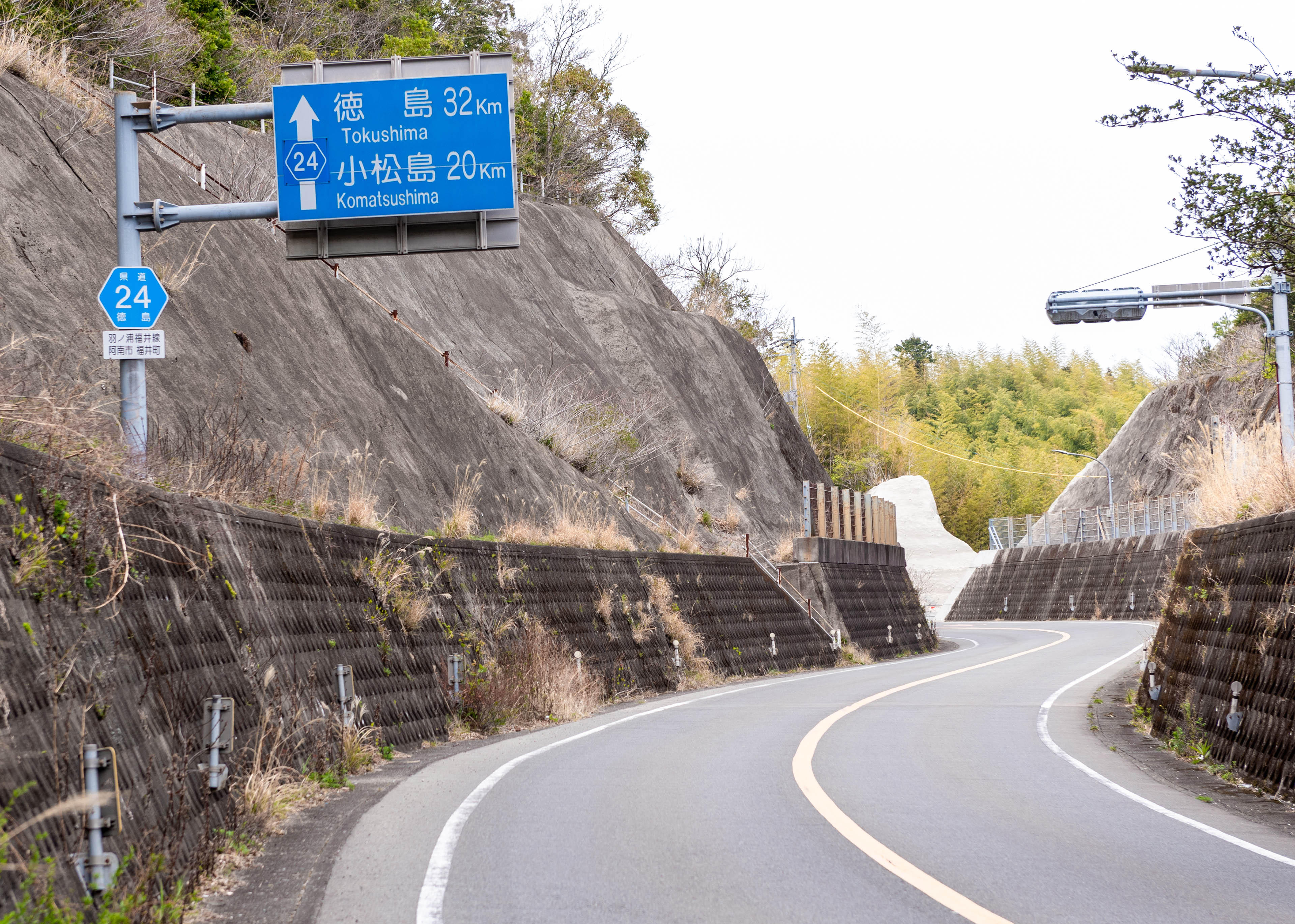
福井町